# Juan E. Pivel Devoto
Juan Ernesto Pivel Devoto (Paysandú, 22 de marzo de 1910 – Montevideo, 11 de febrero de 1997), historiador, investigador, editor, educador y político uruguayo perteneciente al Partido Nacional, e identificado con la corriente historiográfica nacionalista, denominada - para el caso de Uruguay - Tesis Independentista Clásica (T.I.C.), iniciada por Francisco Bauzá y continuada por Pablo Blanco Acevedo, entre otros.

## Trayectoria
Cursa sus estudios preparatorios en el Instituto Alfredo Vásquez Acevedo. Ejerció la docencia durante más de 30 años (1951-1982) en el Instituto de Profesores Artigas hasta que la dictadura lo destituyó; fue director del Museo Histórico Nacional y editor del Archivo Artigas (que bajo su dirección editó 28 volúmenes), la Revista Histórica (publicación oficial del Instituto Histórico y Geográfico del Uruguay cuya dirección ejerció partir de 1942 y llegó a publicar 44 entregas) y de la Colección de Clásicos Uruguayos, de la cual fue un gran impulsor, participando como integrante del Consejo Editor de la publicación de 166 volúmenes. 
Desde 1948 colaboró periodísticamente con Marcha, donde publicó, entre otras cosas, una serie de artículos referidos a las diversas ópticas desde las cuales se lo historió, reunidos a la postre en De la leyenda negra al culto artiguista. 
Miembro del Partido Nacional, desarrolló una importante actividad política. Afín al Herrerismo, y amigo personal de Luis Alberto de Herrera, en 1954 acompaña a Daniel Fernández Crespo. Desempeñó diversos cargos públicos: integrante del Concejo Departamental de Montevideo por la minoría blanca en 1955-1959, Presidente del SODRE (1959-1963).
Durante el segundo colegiado blanco fue ministro de Instrucción Pública (1963-1967), acompañado en la subsecretaría por Fernando Oliú.
Presidió también la Comisión del Patrimonio Artístico de la Nación (1970). En 1971 acompaña a Wilson Ferreira Aldunate en la fundación del movimiento Por la Patria. 
En plena dictadura, encabezó la lista ACF (alianza de Por la Patria y el Movimiento Nacional de Rocha) en las elecciones internas de 1982, siendo el sector más votado en todo el país. Con el retorno de la democracia, en 1985, fue nombrado Presidente del CODICEN, cargo que desempeñó hasta 1990.
Entre su obra publicada, destacan Historia de los partidos políticos en el Uruguay, Historia de la República Oriental del Uruguay 1830-1930 (en colaboración con su esposa Alcira Rainieri), Raíces coloniales de la Revolución Oriental de 1811, Los blancos (dos tomos).
En 1993 recibió el Gran Premio a la Labor Intelectual.
En marzo de 2009 su archivo fue adquirido por el Archivo General de la Nación.

## Obras
- De la leyenda negra al culto artiguista. Montevideo: Archivo General de la Nación, 2004.  (Biblioteca Artigas. Colección de Clásicos Uruguayos; 171) ISBN 9974 36 089 7
- Historia de los partidos políticos en el Uruguay (1942)
- Historia de la República Oriental del Uruguay (1945)
- Raíces coloniales de la Revolución Oriental (1952)
- Historia de los partidos y de las ideas políticas en el Uruguay (1956)
- Los bancos, 1868-1876 (1976)